# لانس لويس
لانس لويس (بالإنجليزية: Lance Louis)‏ (و. 1985  م) هو لاعب كرة قدم أمريكية، من الولايات المتحدة، ولد في نيو أورلينز، يلعب كحارس ‏.

## التعليم
تعلم في جامعة سان دييغو الحكومية.

## روابط خارجية
- لانس لويس على موقع مرجع كرة القدم المحترفة.كوم (الإنجليزية)